# Cuenca del Usumacinta
La Cuenca del Usumacinta es una subregión de Mesoamérica, identificada para fines arqueológicos, y que abarca parte de los estados de Tabasco y Chiapas en México, así como el departamento del Petén en la porción noreste de Guatemala.
La gran mayoría de los yacimientos arqueológicos pertenecientes a esta cuenca, florecieron en el período clásico de la civilización maya, entre los años 250 y 900 d. C.
A la cuenca del Usumacinta, pertenecen importantes sitios mayas como Moral Reforma, Pomoná y San Claudio en Tabasco, Yaxchilán y Bonampak en Chiapas, así como Piedras Negras, Dos Pilas, Ceibal, Itzán, Altar de Sacrificios y Aguateca en el departamento del Petén, Guatemala.

## Ubicación
La cuenca del Usumacinta abarca los sitios mayas localizados en las márgenes y cercanías de los ríos: Usumacinta, La Pasión, Salinas, Lacantún y San Pedro Mártir, en los estados mexicanos de Tabasco y Chiapas, así como de El Petén guatemalteco, contando con una gran cantidad de sitios arqueológicos de la cultura maya, algunos de ellos con grandes manifestaciones artísticas y que en su momento representaron poderosas ciudades-Estado, que lucharon entre sí y dominaron amplios territorios.

## Historia

### Período Preclásico (2500 a.C. - 250 d.C.)
Durante el período Preclásico Medio (1200 - 400 a. C.) se desarrollaron las primeras poblaciones mayas. La ciudad de Aguada Fénix en el estado de Tabasco, México fue construida hacia el año  1,000 a. C. siendo la ciudad maya más antigua, y marca el paso de la civilización maya del nomadismo a un estilo de vida sedentario, y el inicio de la construcción de las ciudades-estado mayas, Pocos años después, en el 950 a. C. comenzó a construirse a orillas del Río La Pasión la ciudad de Ceibal, en Guatemala.

### Período Clásico (250 - 900 d.C.)
A lo largo de los ríos que forman el sistema del Usumacinta se han localizado numerosos sitios arqueológicos correspondientes a la cultura maya del Clásico (250-900 d. C.), aunque solo unos cuantos se encuentran excavados y abiertos al público.
La ocupación de todas esas ciudades comenzó en el Clásico Temprano (250-600 d. C.) y culminó en el Tardío (600-900 d. C.). Muchas de ellas cuentan con inscripciones epigráficas en las que aparece lo que se ha identificado como glifo emblema. La mayoría de los investigadores ha atribuido a este glifo un significado asociado al nombre de una ciudad, lo que le da un carácter geográfico que ha permitido identificar a las grandes ciudades y a parte de sus sitios dependientes, así como establecer su posible territorio, el cual varió a través de los años. Además, el glifo emblema está relacionado con diferentes eventos, como la guerra y los matrimonios, los cuales se reflejaron en las dimensiones de las llamadas "entidades políticas", formadas por las ciudades y sus territorios.
En la cuenca del río Usumacinta se desarrollaron varias ciudades-Estado, cada una con un territorio y ciudades dependientes. Ya que sus límites variaron sensiblemente a lo largo del tiempo.
A lo largo del Usumacinta y sus principales afluentes, de sur a norte, se encuentran las siguientes entidades políticas: Ceibal, dominando el área sur del río La Pasión; aguas abajo, se localiza la poderosa ciudad de Dos Pilas, la cual rivalizó incluso con Tikal; más abajo de La Pasión, se ubica Itzán, y donde nace el Usumacinta, en la unión del río de La Pasión y el Salinas, se encuentra Altar de Sacrificios, mientras que sobre el Usumacinta y gran parte del Lacantún dominaba El Chorro.
Hacia la parte media del Alto Usumacinta se localiza Yaxchilán y más al norte, Piedras Negras. Al inicio del Bajo Usumacinta ya en el actual estado de Tabasco, se localiza Pomoná. Además de Pomoná y Panhalé, pocos kilómetros al sur de esta ciudad, se localiza San Claudio. El último lugar de gran importancia es Moral Reforma, localizado sobre la margen del río San Pedro Mártir, el cual posiblemente formó otra entidad política.

## Medio ambiente

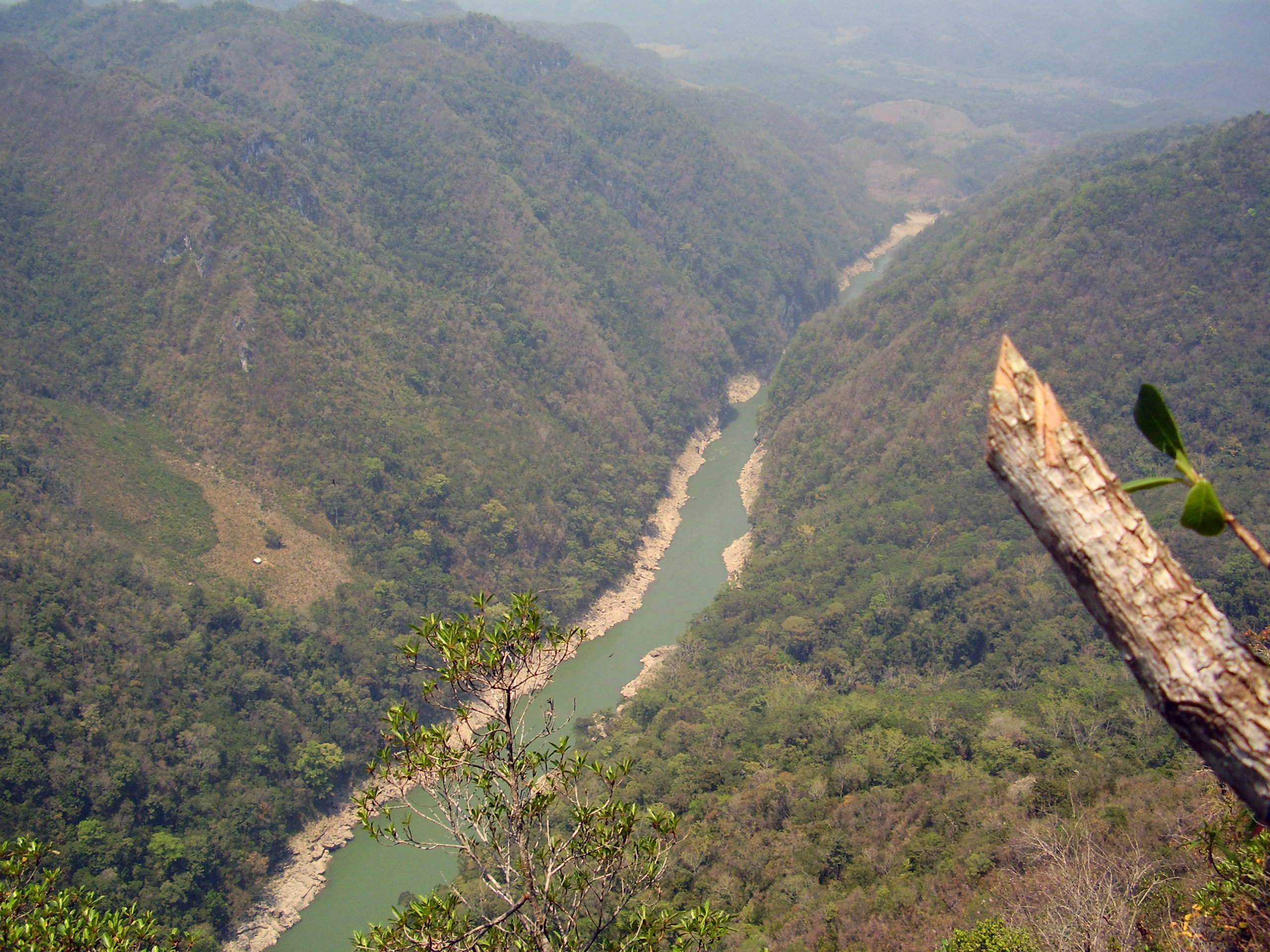
Reserva ecológica "Cañón del Usumacinta", en el estado de Tabasco, México.

La amplia región conocida actualmente como selva Lacandona y parte del Petén guatemalteco está surcada en su parte media, de sur a norte, por el caudaloso río Usumacinta o "Mono sagrado", cuyo sistema hidrológico drena una superficie de 63 804 km², que incluye los estados de Tabasco y parte de Chiapas, así como una parte importante del departamento de El Petén, en la República de Guatemala. Su cuenca se encuentra dividida en dos amplias zonas, el Alto y el Bajo Usumacinta. El volumen anual de la corriente del Bajo Usumacinta en la estación de aforo de Boca del Cerro, Tenosique, Tabasco, es de 55 832 millones de metros cúbicos.
El sistema hidrográfico del Usumacinta es sin lugar a duda el más importante de México, y fue uno de los factores principales en el desarrollo de la cultura maya en las Tierras Bajas del sur. Los ríos de La Pasión y el Lacantún son navegables, no así el Alto Usumacinta, donde se forman numerosos raudales, y si bien es navegable en amplias secciones, hay otras con largos raudales, causados por desniveles o por el corte de grandes plegamientos, que impiden la continuidad. El Bajo Usumacinta de corriente lenta es navegable en toda su extensión.
En esta región, la destrucción de la selva tropical en los límites de Tabasco y Chiapas comenzó de forma intensa y sistemática con la introducción del ferrocarril del sureste en la década de los años cincuenta del siglo pasado y, aún con mayor intensidad, con la construcción de la carretera Villahermosa-Escárcega a partir de los sesenta. Lo anterior, unido a amplias campañas de salubridad, principalmente la del combate al paludismo, permitió una rápida colonización de Chiapas y el sur de Tabasco y con ella la expansión de la ganadería.

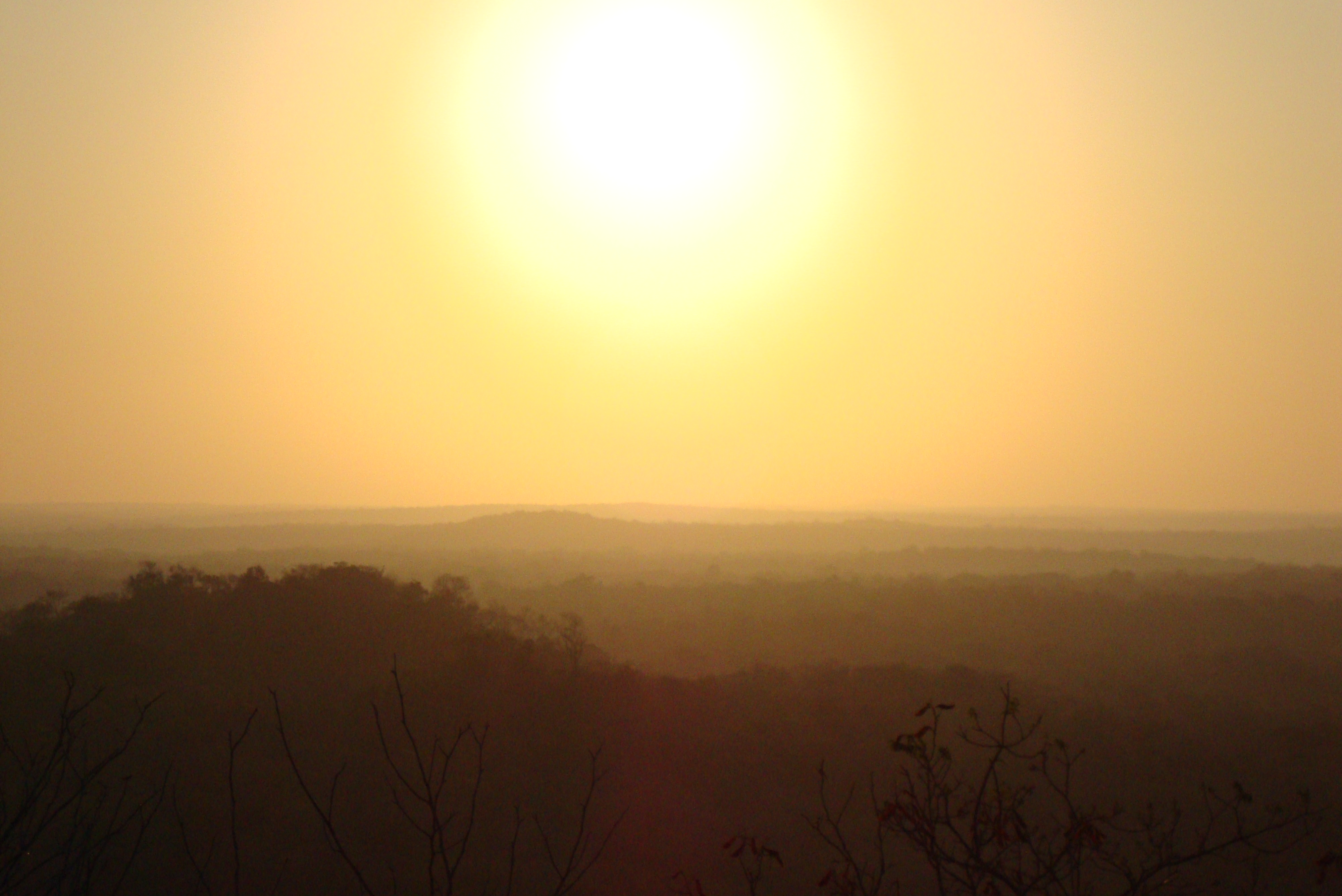
Amanecer en la "Reserva de la biosfera Maya", Petén, Guatemala.

Posteriormente, en la década de los ochenta, con la puesta en marcha del "Plan Balancán-Tenosique", se construyeron canales de riego y se deforestaron miles de hectáreas de selva, con la finalidad de incorporarlas a la agricultura y la ganadería, y se inició la construcción de poblados y rancherías para iniciar la colonización del área fronteriza entre el estado de Tabasco y Guatemala. Esa misma década inició el proceso de destrucción de la selva en la cuenca del Alto Usumacinta, en El Petén, Guatemala y al parecer tendrá las mismas consecuencias.
De la selva que se regeneró en el periodo que va del colapso de la cultura maya al presente siglo, hoy solo se conserva un reducido muestrario, el cual se trata de proteger con las reservas ecológicas Biósfera Maya que con una superficie de 21.602,04 km², es el espacio natural protegido más grande de Guatemala, el parque nacional Sierra del Lacandón también en Guatemala y con una extensión de 2.028,65 km², así como la reserva ecológica Cañón del Usumacinta con una extensión de 45,954 hectáreas. y la reserva ecológica "Cascadas de Reforma" con 5,748.35 hectáreas protegídas ambas en el estado de Tabasco, México.
Aun así, las Tierras Bajas con selva tropical forman una de las regiones con mayor biodiversidad en el mundo; en números redondos, la región de la cuenca del Usumacinta cuenta con 226 especies de aves, 60 de mamíferos, 46 de reptiles y 40 de peces, además de una innumerable cantidad de insectos.

## Sitios de la cuenca

### México

#### Aguada Fénix
Descubierta en 2017, a orillas del río San Pedro Mártir en el estado mexicano de Tabasco, las pruebas realizadas con radiocarbono indicaron que Aguada Fénix fue construida en el año 1,000 a. C. siendo la ciudad maya más antigua que se haya descubierto. Construida a base de plataformas de tierra y arcilla (algo inusual en la civilización maya) su estructura principal es una enorme plataforma de 15 m de alto, 1,400 m de largo y 400 m de ancho, lo que le da un volumen de  3,8 millones de metros cúbicos, superior al de la Gran Pirámide de Guiza en Egipto la cual tiene un volumen de 2,6 millones de metros cúbicos, lo que convierte a esta plataforma en la construcción antigua más grande del mundo. De esta enorme plataforma parten 9 calzadas hacia diferentes puntos de la ciudad. Adicionalmente, se han descubierto 21 centros ceremoniales, 4 ofrendas, un entierro y muchos objetos de cerámica religiosa, vasijas, piedras talladas con figuras de animales y hachas.

#### Moral Reforma

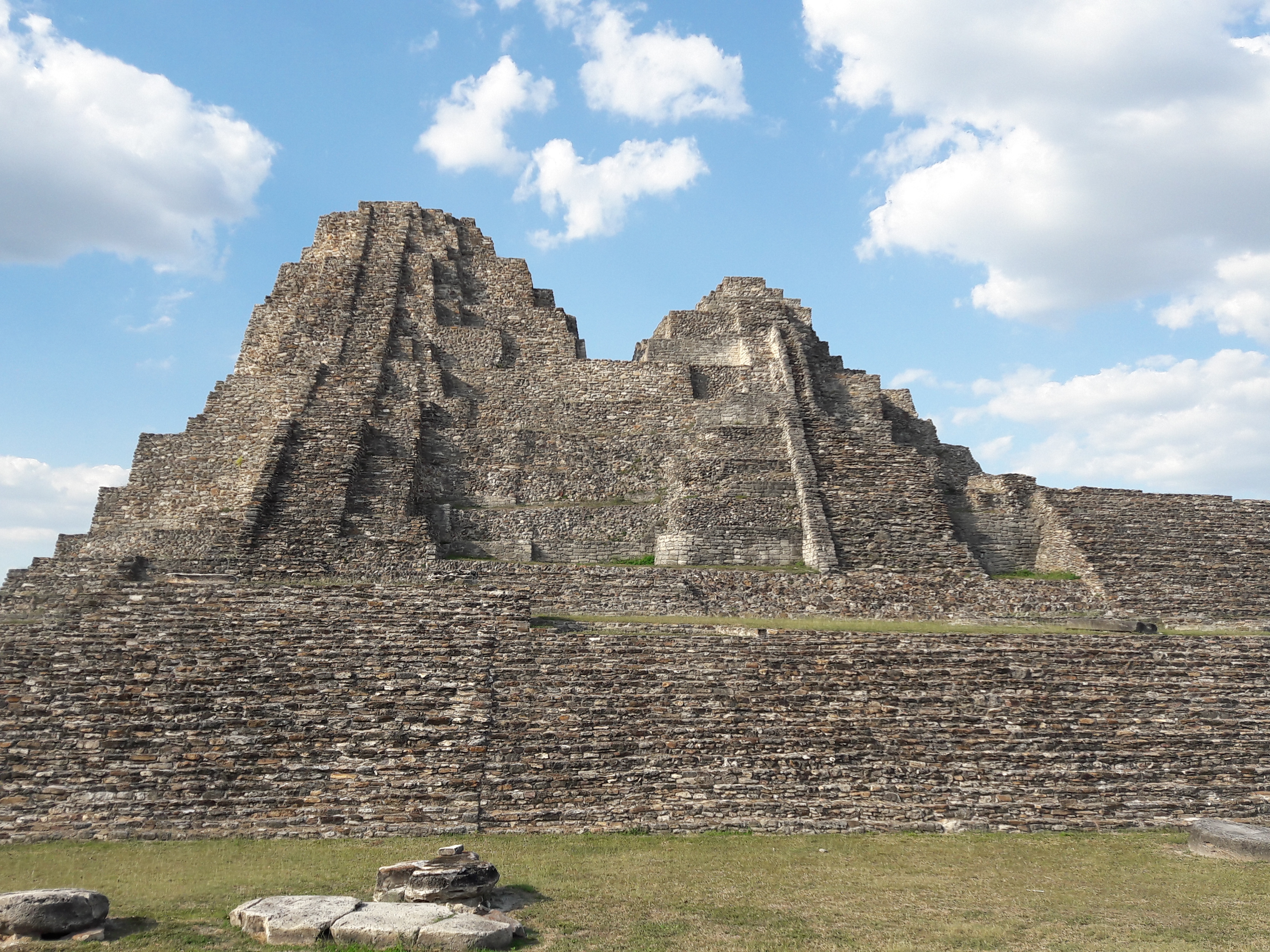
Edificio 14, conjunto II. Moral Reforma.

La ciudad de Moral Reforma es un sitio localizado en el estado de Tabasco, México y cuyo glifo emblema ya fue descubierto pero no ha podido ser traducido por completo.  Moral Reforma, se localiza en la margen del río San Pedro Mártir y fue un puerto fluvial del período Clásico, que tuvo su esplendor en el 600 d. C. El sitio arqueológico, tiene una extensión de 87 hectáreas y al menos 30 montículos algunos de ellos de grandes dimensiones, que se piensa cubren pirámides de tamaños importantes. La arquitectura del sitio es estilo "Río Bec", destacando el edificio 14 que es una pirámide doble de 27 metros de altura, también cuenta con juego de pelota. Moral Reforma fue junto con Pomoná, una de las ciudades-Estado más importante del oriente de Tabasco, libró cruentas guerras con Calakmul, Piedras Negras y Palenque, siendo dominado por dichas ciudades.

#### Pomoná
La ciudad maya de Pomoná, que gracias a su glifo emblema se sabe que su nombre original era "Pakabul", se localiza en el estado de Tabasco, México. Pomoná es una ciudad ceremonial maya, que fue capital regional, construida sobre colinas en la margen izquierda del Usumacinta y dividida en seis conjuntos arquitectónicos que agrupados se distribuyen en cerca de 175 hectáreas. La región alcanzó su apogeo en el Clásico Tardío (600 a 900 d. C.), a diferencia de la zona de El Petén que data del Formativo Tardío (100 a. C. a 250 d. C.).

#### Santa Elena

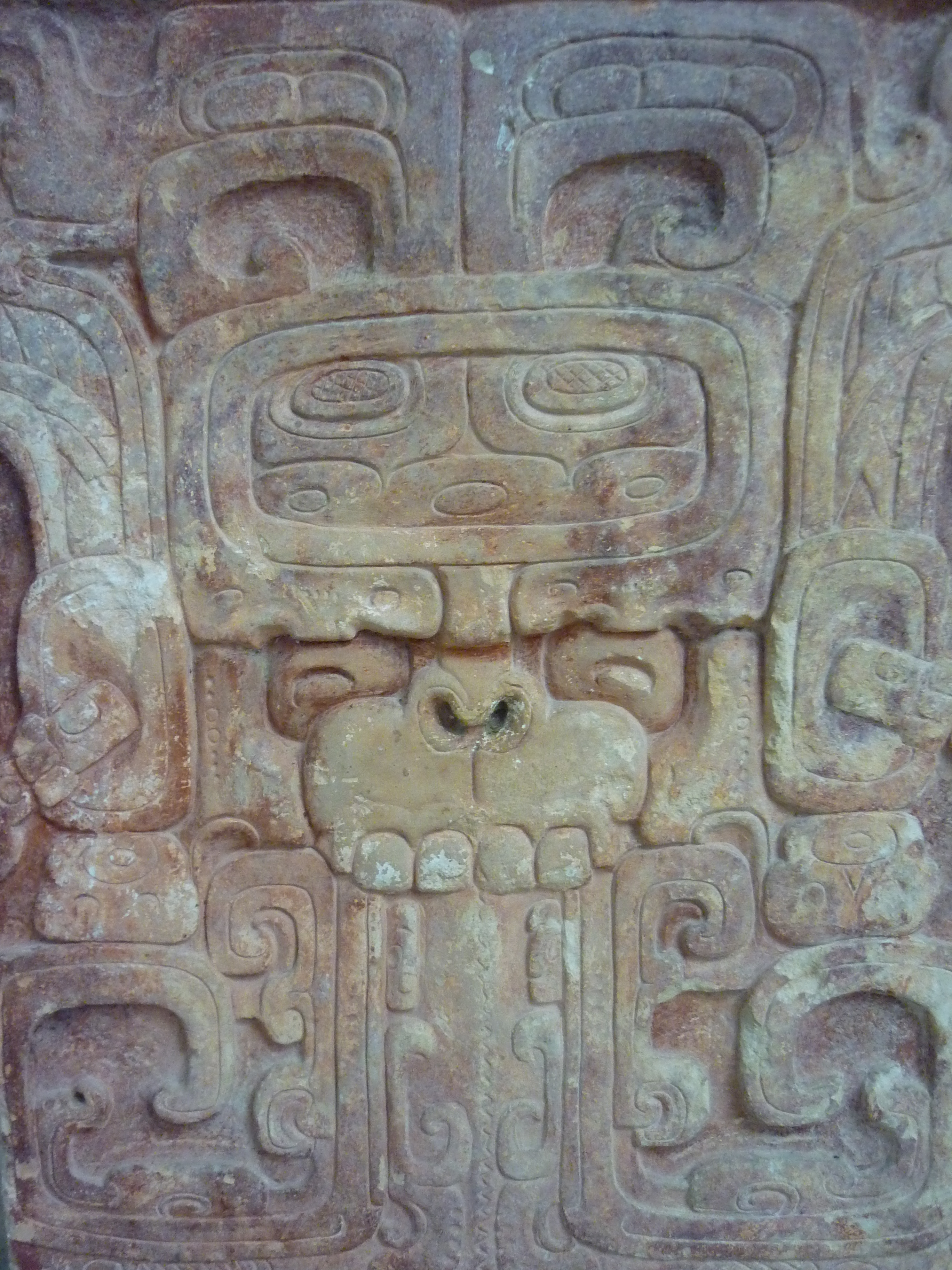
Edificio 4 de Pomoná: Tablero con la representación de una deidad solar.

Santa Elena es un sitio arqueológico localizado en el estado de Tabasco, México, sobre la margen izquierda del río San Pedro Mártir. Este asentamiento arqueológico cuenta con edificios monumentales en cuyos rasgos arquitectónicos pueden identificarse paredes de mampostería, alfardas, escaleras, patios, plataformas escalonadas y juego de pelota en la que se encontraban lápidas glíficas adosadas a los taludes interiores. En la actualidad, Santa Elena es una zona arqueológica prácticamente inexplorada, ya que los templos se encuentran aún cubiertos por vegetación.

#### San Claudio
La zona arqueológica de San Claudio, se localiza en el estado de Tabasco, México, y en ella se han encontrado hasta la fecha 94 construcciones de piedra, diseminadas en un espacio de 70 hectáreas y fue descubierta en 1986. En San Claudio se localizaron cientos de objetos de pedernal, tanto en la forma de productos terminados y usados, lo que refleja que la ciudad logró desarrollar la producción de objetos como puntas de proyectil, cuchillos, hachas y navajas entre otros instrumentos cortantes, convirtiéndose en un gran centro exportador de artículos de obsidiana y pedernal. El más reciente descubrimiento es el posible observatorio prehispánico, localizado en el montículo de la Estructura 12.

#### Panhalé
El sitio arqueológico de Panhalé cuyo nombre en maya significa "Reflejo del agua", se encuentra a orillas del río Usumacinta, sobre la cima de un cerro, a unos 5 km de la ciudad de Tenosique de Pino Suárez en el estado de Tabasco, México. Está situado al borde derecho del cañón "Boca del Cerro", que es la última montaña que atraviesa el río Usumacinta antes de salir a la planicie tabasqueña. La importancia de Panhalé en la época prehispánica, consistía en que hacía las veces de mirador y puesto de control. Desde este lugar, los mayas controlaban el paso de las embarcaciones que transitaban por las aguas del río Usumacinta, y funcionaba como puerta fluvial que comunicaba a los sitios de la llanura costera del Golfo de México con los del alto Usumacinta y sus numerosos tributarios que descienden de los Cuchumatanes, las tierras altas de Chiapas, El Petén guatemalteco y la sierra Maya de Belice, lo que originó una gran cantidad de guerras entre las diversas ciudades mayas de la región por el control del estratégico sitio.

#### Yaxchilán

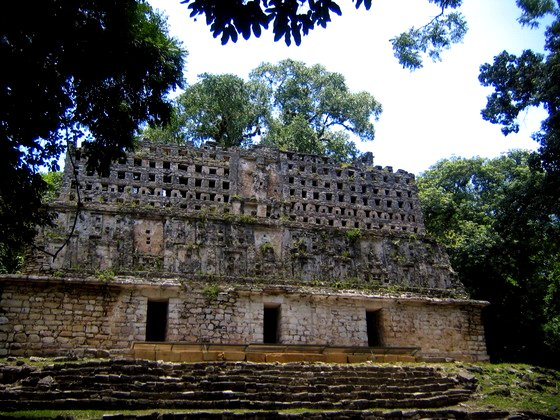
Edificio 33. Yaxchilán.

Yaxchilán que significa "Piedras verdes" es una ciudad que se localiza en el río Usumacinta, en el actual estado de Chiapas, México, aunque cuando pertenecía a la provincia colonial de Tabasco, era conocida con el nombre de "Menché".  Yaxchilán fue una ciudad importante durante el periodo clásico y fue la potencia dominante del área del Usumacinta. Dominó otras ciudades más pequeñas como Bonampak, y estuvo mucho tiempo aliada a Piedras Negras, y durante un tiempo a Tikal; fue rival de Palenque, con la que sostuvo una guerra en 654. Yaxchilán es reconocida por la gran cantidad de esculturas de calidad halladas en el sitio.

#### Bonampak
Bonampak es un sitio arqueológico ubicado en la Selva Lacandona, en el estado de Chiapas, México, a unos 30 km al sur de Yaxchilán y cerca de la frontera de México y Guatemala.  Su nombre significa "Muros pintados", y en ello reside la fama de este sitio, ya que sobre los muros de los recintos hay pinturas muy vistosas que aportan mucho acerca de la vida cotidiana de los mayas. Yaxchilán fue dependiente de Piedras Negras en el siglo VII y más tarde fue dominada por Yaxchilán. Todas las estructuras del sitio parecen haber sido construidas entre los años 580 y 800.

### Guatemala

#### Piedras Negras
Piedras Negras, es una zona arqueológica localizada en el departamento del Petén, Guatemala y su nombre hace alusión al color de las piedras usadas en su construcción. Ahora se sabe que su nombre original fue Yo’ki’b que significa "La Entrada" o "La Gran Puerta". Algunos piensan que este nombre se debe a un enorme cenote, ahora seco, que fue recientemente descubierto en el sitio. Piedras Negras fue la capital más grande de la cuenca del Usumacinta, y una de las ciudades más grandes del clásico maya, teniendo su máximo esplendor del 600 al 810. Piedras Negras está localizada en la ribera norte del río Usumacinta. El sitio tiene dos campos de juego de Pelota, hay varios palacios abovedados, así como templos Piramidales, incluyendo una que está conectada a una de las varias cuevas del lugar. Lo más destacado sin embargo son sus finas estelas y paneles grabados, de los de mejor calidad en el área maya. Durante el período Clásico, tuvo relaciones estrechas con Tikal y fue enemiga de Yaxchilán.

#### Dos Pilas

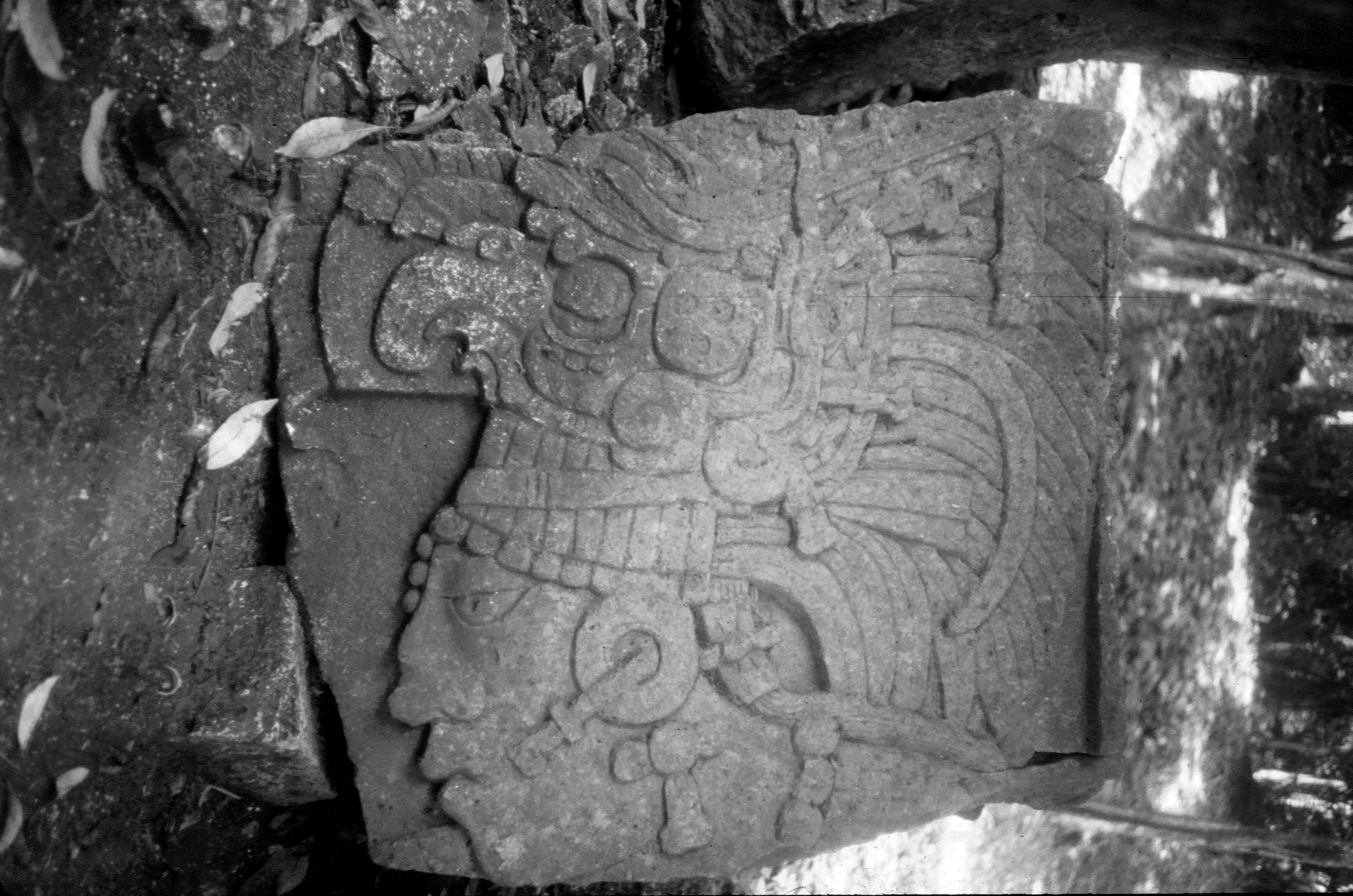
Grabado. Dos Pilas.

La antigua ciudad maya de Dos Pilas se localiza en el departamento del Petén, Guatemala y fue uno de los más poderosos estados militares mayas. La ciudad cuyo nombre original fue "Mutal", fue fundada en el 629, como un puesto avanzado de Tikal, pero algunos años más tarde, se alió con Calakmul, convirtiéndose en enemigo mortal de Tikal al que derrotó en 679. El sitio tiene unas 500 estructuras y debe su nombre a dos fuentes naturales que se encuentran en su entrada. Este sitio estuvo fortificado y tiene pocas entradas, la pirámide del Duende con 40 m es la más alta de todos los sitios del río La Pasión, pero su característica más especial es la escalinata jeroglífica descubierta recientemente en la estructura L5-49 que narra la historia de la rivalidad y guerras entre Dos Pilas, Tikal, y sus vecinos. En el curso de un siglo y medio Dos Pilas, conquistó, capturó y forzó alianzas con muchas ciudades del río La Pasión incluyendo lugares tan lejanos como Cancuén y Machaquilá; la razón de esta expansión se creyó producto de una guerra civil entre dos hermanos que reclamaban el trono de Tikal.

#### Altar de Sacrificios
Altar de Sacrificios se localiza en el departamento del Petén, Guatemala, cerca de la confluencia de los ríos Salinas y La Pasión. Se trata de un antiguo centro ceremonial maya, habitado en el período preclásico desde el año 1000 a. C. hasta el 900 d. C. No obstante, su apogeo se alcanzó entre los años 661 hasta el 771 d. C. El sitio se encuentra sobre una pequeña isla ubicada entre varios pantanos estacionales a lo largo de la orilla sur del río La Pasión. La isla mide aproximadamente 700 metros de este a oeste, con la arquitectura ceremonial ubicada en el extremo oriental más alto y los grupos residenciales en el extremo occidental inferior. El sitio está a 80 km corriente arriba de la importante ciudad maya de Yaxchilán y a 60 km al oerste de Ceibal.

#### Ceibal

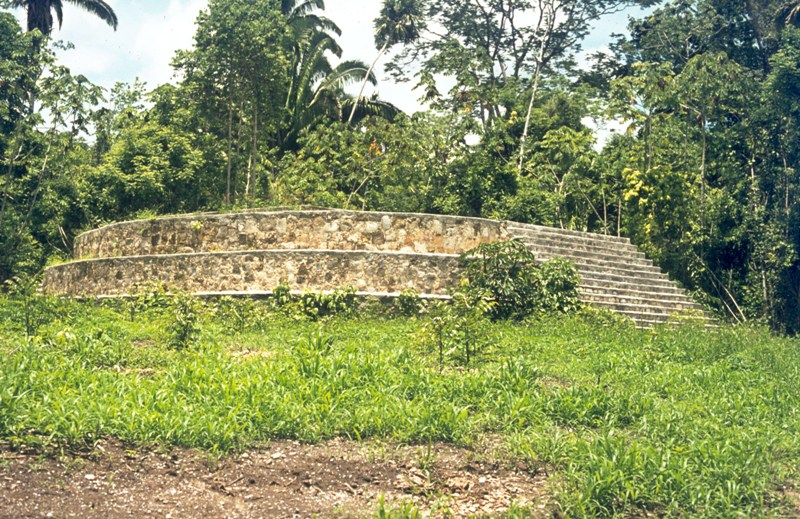
Arquitectura circular en Ceibal.

Ceibal es un sitio maya, situado a orillas del Río La Pasión, en el sur del departamento del Petén, Guatemala, que inició su ocupación en el Preclásico medio, alrededor del 950 a. C., creciendo en importancia hasta el 50 a. C., cuando comenzó a declinar, habiendo sido abandonada entre los años 500 y 590 d. C., siendo reocupada de nuevo pocos años después.
En el 735, el Gobernante 3 de Dos Pilas capturó al rey de Ceibal Yich'ak Balam y su ciudad, llevando a 150 años de dominación, en el 820 los Putún o Itzáes, la ocuparon, en los siguientes 100 años, teniendo un fuerte crecimiento, llegado a tener unos 10,000 habitantes, hasta su abandono en el 930. Ceibal es reconocida como un centro ceremonial de primer orden, que tiene más de 600 estructuras, incluyendo templos y palacios, 4 plazas, con 31 monumentos esculpidos, 56 estelas, 22 altares y 2 campos de juego de pelota, además de sus bellas estelas en piedra de alta calidad. Ceibal fue una ciudad rival de Machaquilá al este, Dos Pilas y Aguateca al oeste, y Cancuén al sur, de hecho Ceibal dominó el sur del Petén durante su esplendor alrededor del 700.

#### Aguateca

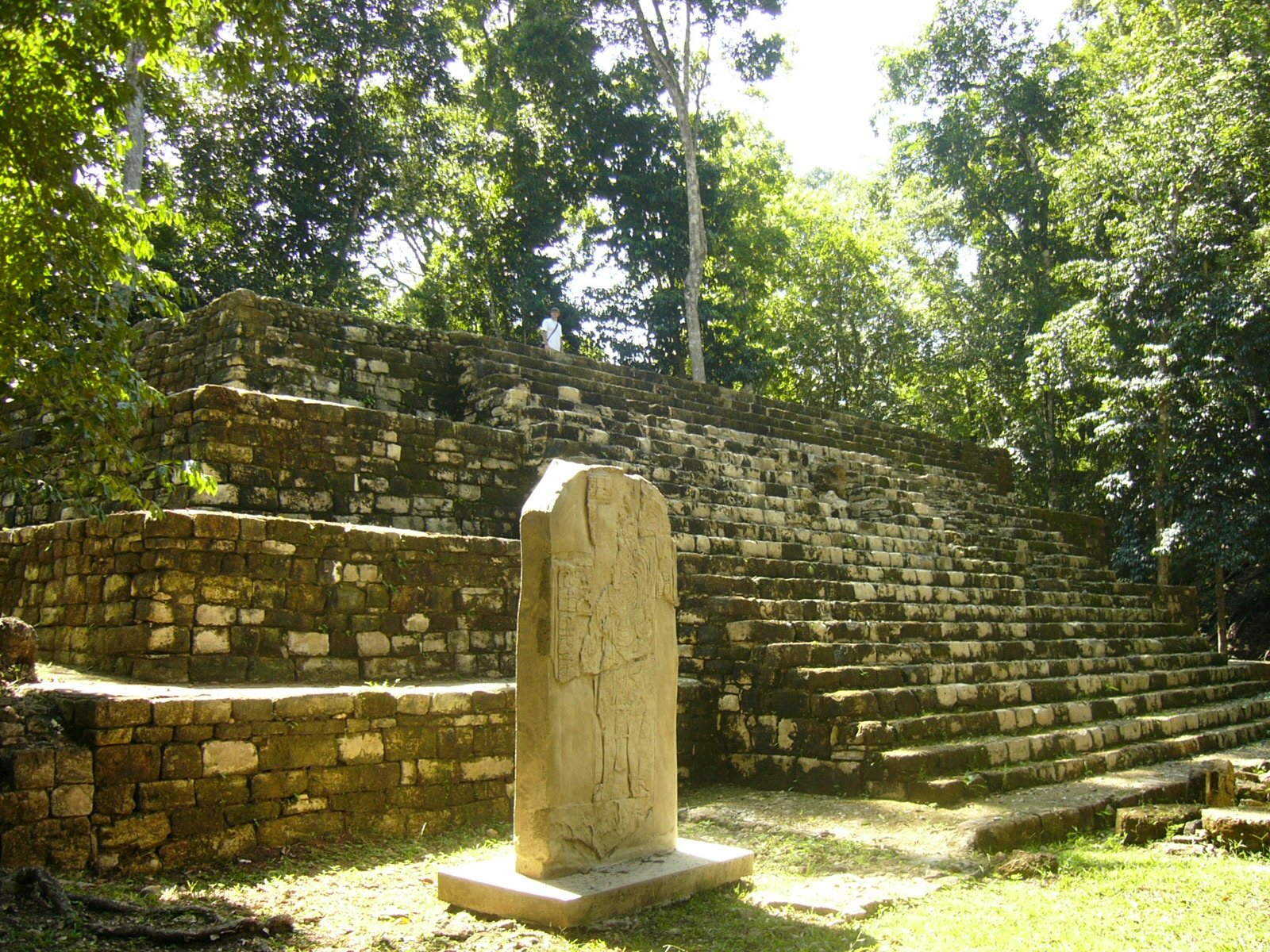
Aguateca.

Aguateca es un sitio del clásico tardío, ocupado del 700 a 850 d. C., en donde existió una ciudad fundada por Dos Pilas, y la última capital del estado del Petexbatún. La ciudad se localiza en el Suroeste del Petén, Guatemala, en el extremo sur de la laguna de Petexbatún, sobre un risco de 90 m de altura, que le daba a la ciudad excelente posición defensiva y vista del área, además de estar protegida al frente por una muralla de 3 m de alto. La Plaza principal está separada del resto por una falla natural de 3 m de ancho y unos 5 m de profundidad. La ciudad fue abandonada de prisa, y nunca rehabitada. Cuenta con ocho estelas, tres plazas, dos palacios y varios templos

#### Itzán
La ciudad maya de Itzán está localizada en el municipio de La Libertad en el Petén, Guatemala. A pesar de su tamaño, relativamente pequeño, el sitio parece haber sido uno de los más importantes centros políticos del área como queda evidenciado por el gran número de monumentos y por el tamaño de algunos de ellos. El sitio fue ocupado en un principio durante el periodo preclásico medio y esta ocupación continuó hasta el clásico tardío. El centro de la ciudad de Itzán está agrupada en dos plazas, la Norte y la Sur y dos plazuelas: la Este y la Oeste que, entre todas, forman una unidad arquitectónica. La parte nuclear del sitio incluye una acrópolis, varias plazas y varias estelas y altares, totalizando cerca de 25 monumentos, todos los cuales fueron movidos de su emplazamiento original a fin de excavar bajo ellos. La ciudad sostuvo guerras con su vecina El Chorro, y fue dominada por Calakmul y Dos Pilas.

#### El Duende
El sitio arqueológico de "El Duende", se localiza en el municipio de Sayaxché, departamento del Petén, Guatemala, a dos kilómetros de Dos Pilas, tiene estelas con representaciones de enanos, de donde viene el origen de su nombre, sobresalen en dicho lugar la nitidez de sus estelas.

### Otros sitios
En la cuenca del Usumacinta existen otros sitios menos explorados que suponen asentamientos de menores dimensiones que los anteriores como son: Tiradero, Tierra Blanca, Mirador y El Arenal en el estado de Tabasco; La Mar y El Cayo en el estado de Chiapas; así como El Chorro, Tamarinditos, San Diego, La Amelia, El Porvenir, Macabilero, La Pasadita y El Hormiguero en el Petén, Guatemala.